# Аеродинамичка вага
Аеродинамичка вага је уређај који служи за преношење аеродинамичких сила на мјерне уређаје приликом испитивања модела ваздухоплова у аеродинамичком тунелу. Мјерења се врше за 6 независних компоненти:
- три аеродинамичке силе:
  - чеони отпор на оси X
  - бочна сила у правцу осе 
  - узгон у правцу осе
- и три аеродинамичка момента:
  - момент љуљања око осе 
  - момент пропињања око осе 
  - момент скретања око осе

У неким случајевима мјере се само неке компоненте, као чеони отпор.
Постоје а. са жицама гдје се модел везује за мјерне уређаје жицом и крута аеровага гдје је спој крут.